# Larribar
Pour les articles homonymes, voir Larribar.
Larribar est une ancienne commune française du département des Pyrénées-Atlantiques. Le 12 mai 1841, la commune fusionne avec Sorhapuru pour former la nouvelle commune de Larribar-Sorhapuru.

## Géographie
Le village fait partie du pays de Mixe, dans la province basque de Basse-Navarre.

## Toponymie
Son nom basque est Larribarre. Jean-Baptiste Orpustan indique que Larribar signifie 'val de lande'.
Le toponyme Larribar apparaît sous les formes 
Sancta Maria de Larreivare (1160), 
Larrayvat (1304), 
Larrayvar (1309 et 1350), 
Larraybar (1413), 
Nostre-Done de Larribar (1472, notaires de Labastide-Villefranche) et 
Larriba (1513, titres de Pampelune).

## Démographie
En 1350, 12 feux sont signalés à Larribar.
Le recensement à caractère fiscal de 1412-1413, réalisé sur ordre de Charles III de Navarre, comparé à celui de 1551 des hommes et des armes qui sont dans le présent royaume de Navarre d'en deçà les ports, révèle une démographie en forte croissance. Le premier indique à Larribar la présence de 9 feux, le second de 19 feux.

Le recensement de la population de Basse-Navarre de 1695 dénombre 42 feux à Larribar.
| 1793 | 1800 | 1806 | 1821 | 1831 | 1836 |
| ---- | ---- | ---- | ---- | ---- | ---- |
| 246  | 183  | 206  | 242  | 178  | 226  |

## Pour approfondir